# Glypta abrupta
Glypta abrupta là một loài tò vò trong họ Ichneumonidae.